# Filar z Orłem

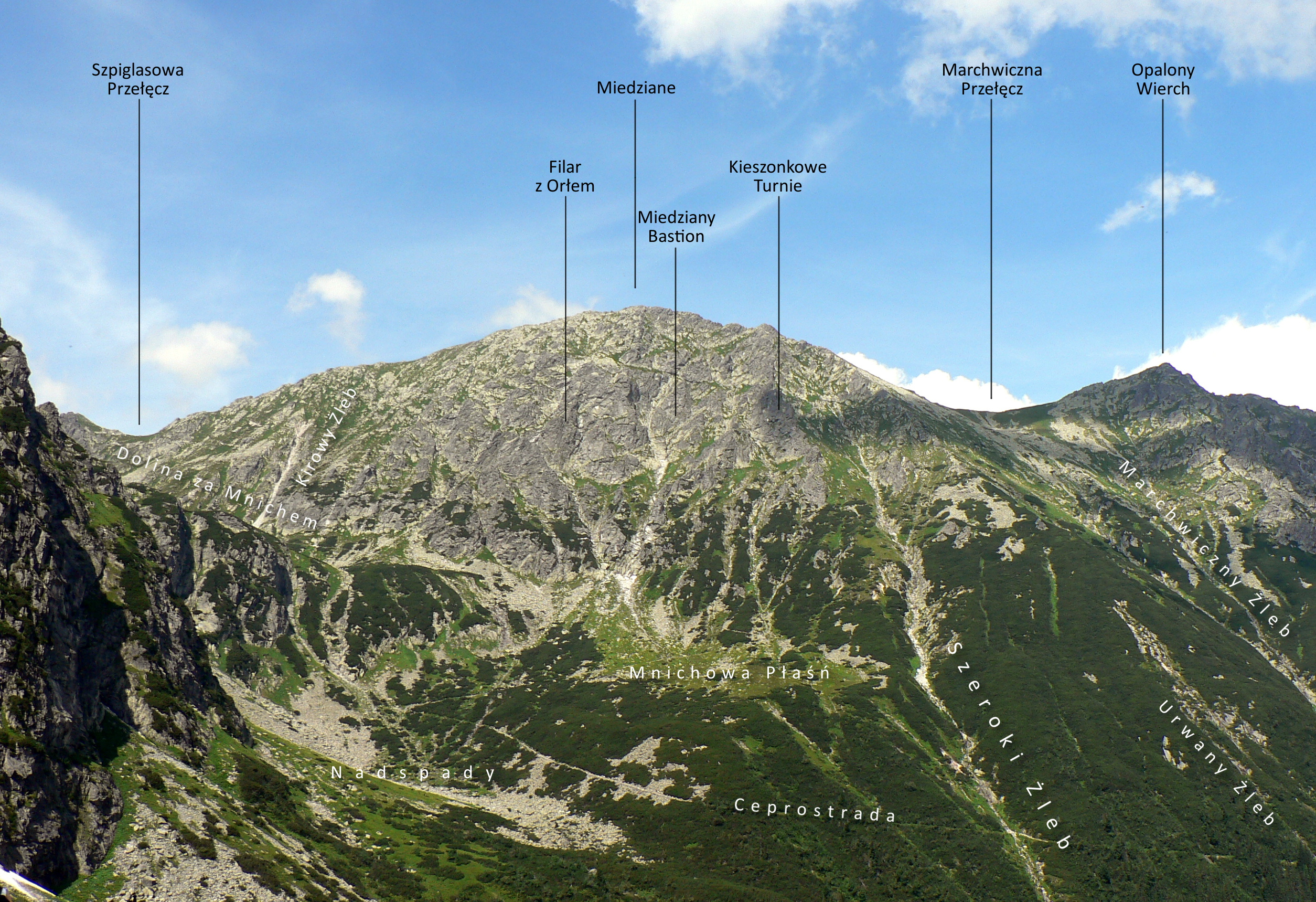
Widok na Filar z Orłem znad Czarnego Stawu pod Rysami

Filar z Orłem – żebro na  południowo-wschodnich stokach Miedzianego w polskich Tatrach Wysokich. Autorem nazwy jest Władysław Cywiński. Nazwa utworzona została od znajdującej się w tym żebrze dużej skały Orzeł. Nazwę tej skały też utworzył W. Cywiński, przytaczając opowiadanie o przewodniku Józku z Bukowiny, który był kapitanem kursującej po Morskim Oku do lat 60. XX wieku galery, a pasażerów zazwyczaj witał słowami: „Oreł usiadł na Miedzianem”.
Filar z Orłem opada w kierunku południowo-wschodnim z najwyższego wierzchołka Miedzianego (2233 m). Z lewej orograficznie strony ograniczony jest depresją, z prawej żlebem. W jego środkowej części znajduje się szeroka przełęcz Miedziany Przechód. Przechodzi przez nią ciągnący się niemal poziomo południowo-wschodnimi zboczami Miedzianego system półek i zachodów zwany Wyżnią Kieszonkową Ławką. Powyżej tej przełęczy żebro Filaru z Orłem jest wąskie, niepofragmentowane i znajduje się w nim głaz Orzeł. Poniżej przełęczy znajduje się Miedziana Turnia, a poniżej niej żebro rozdziela się na dwie odnogi obejmujące rozległy i skomplikowany topograficznie obszar z licznymi skałami i turniami. Przedłużeniem górnej części żebra jest orograficznie prawa odnoga będąca obramowaniem prawego żlebu. Opada ona aż do górnej części progu Dolinki za Mnichem i znajdują się w niej dwa skalne, widoczne z daleka zęby oddzielone przełączkami, z których do ostatniego zakrętu Ceprostrady opadają trawiaste depresje. Obydwie nad Ceprostradą kończą się pionowymi ściankami, w jednej z tych ścianek znajduje się przewieszony i wąski komin. Lewa orograficznie odnoga skręca bardziej na południowy wschód i opada do ostatniego zakrętu Ceprostrady, po lewej stronie (patrząc od dołu) Żlebu Babińskich.
Obydwoma odnogami Filara z Orłem poprowadzono drogi wspinaczkowe w różnych wariantach. Obecnie wspinaczka w rejonie Miedzianego jest zakazana (obszar ochrony ścisłej).